# Brazilea
Brazilea es un género extinto de algas. La especie Brazilea Shelby y Brazilea Scissa se encuentran en el afloramiento Morro do Papaléo en la ciudad de Mariana Pimentel, el geoparque Paleorrota. El afloramiento se encuentra en la Formación Río Bonito y fecha de Sakmariense en el Pérmico.